# Usilampatti
Usilampatti là một thành phố và khu đô thị của quận Madurai thuộc bang Tamil Nadu, Ấn Độ.

## Địa lý
Usilampatti có vị trí 9°58′B 77°48′Đ / 9,97°B 77,8°Đ Nó có độ cao trung bình là 201 mét (659 feet).

## Nhân khẩu
Theo điều tra dân số năm 2001 của Ấn Độ, Usilampatti có dân số 29.599 người. Phái nam chiếm 50% tổng số dân và phái nữ chiếm 50%. Usilampatti có tỷ lệ 81% biết đọc biết viết, cao hơn tỷ lệ trung bình toàn quốc là 59,5%: tỷ lệ cho phái nam là 86%, và tỷ lệ cho phái nữ là 76%. Tại Usilampatti, 11% dân số nhỏ hơn 6 tuổi.